# Zack Morris (Saved by the Bell)
Zachary «Zack» Morris es un personaje ficticio en Good Morning, Miss Bliss, Saved by the Bell y Saved by the Bell: The College Years. También aparece como invitado en la serie derivada Saved by the Bell: The New Class. Interpretado por Mark-Paul Gosselaar. Aunque el personaje apareció en varios programas de televisión diferentes, Gosselaar hizo un esfuerzo concertado para mantenerlo fundamentalmente igual a través de sus diversas encarnaciones.Zack también aparece como personaje recurrente en la serie reinicio de 2020 Saved by the Bell.
Como protagonista principal de la original Saved by the Bell, Zack Morris acabó convirtiéndose en uno de los personajes más emblemáticos de las sitcoms de los 90s.

## Secundaria yGood Morning, Miss Bliss
Ambientada en una continuidad diferente a la de la serie posterior, Good Morning, Miss Bliss tuvo lugar durante el octavo grado de Zack en la escuela secundaria John F. Kennedy en Indianápolis, Indiana. Screech y Lisa son dos de los amigos de Zack en estos episodios. Otros amigos que aparecen regularmente son Mikey González, un amigo cercano que a menudo está involucrado en las intrigas de Zack, y Nikki Coleman, quien a menudo choca con Zack en muchos temas. Su mejor amigo Mikey es un buen estudiante y, a menudo, lo apoya y lo ayuda mucho con las tareas escolares. El Sr. Belding era el director de la secundaria JFK y a menudo tenía que lidiar con los problemas que Zack había causado. La maestra de salón y de historia de Zack, la señorita Carrie Bliss, también actúa como una brújula moral para Zack. En esta serie, Zack ya está haciendo gran parte de las intrigas, apuestas y manipulación por las que se hizo conocido en la serie posterior.

## Años de Secundaria y universidad

### Académicas
Zack demuestra talento para los negocios durante su adolescencia. Sin embargo, en muchas materias, especialmente en historia y literatura, a menudo se le ve obteniendo malas notas o mostrando falta de interés. A pesar de esto, Zack logra una puntuación muy alta de 1502 en su SATy es aceptado en Yale en su último año. Al final de Salvados por la campana, Zack planea ir a la Universidad Yale. Sin embargo, en Saved by the Bell: The College Years, vemos a Zack asistiendo a Cal U, junto con Screech, Slater (que originalmente había planeado asistir a Iowa para unirse a su programa de lucha libre) y, más tarde, Kelly, quien se unió al elenco después del episodio piloto. Su dormitorio era una suite, con los tres chicos en una habitación, tres chicas en otra habitación y un área común en el medio. Las chicas originalmente asignadas para compartir la suite con ellos eran Alex Tabor, una aspirante a actriz, Leslie Burke, hija de un importante donante universitario y Danielle Marks, hija de juez federal.
Danielle se transfiere rápidamente a una escuela diferente, lo que le permite a Kelly mudarse después de ser aceptada en la Universidad de California y puesta en la lista de espera. Mike Rogers, un exjugador de fútbol de los 49ers de San Francisco, fue asignado para vigilar a Zack y sus amigos. Trabaja como asesor residente y al mismo tiempo trabaja para obtener un título de posgrado. Mike a menudo interviene para mantener a Zack a raya, mientras comete varios planes astutos que recuerdan a los que inventó en la escuela secundaria. Otros profesores y personal universitario que aparecieron regularmente en Saved by the Bell: The College Years fueron el profesor Jeremiah Lasky y la decana Susan McMann. Zack generalmente se lleva bien con el profesor Lasky, con la excepción de un breve período en el que el profesor Lasky sale con Kelly, lo que molesta a Zack porque le hace darse cuenta de que todavía siente algo por ella. Dean McMann, sin embargo, es una figura más autoritaria a quien Zack suele causar problemas.

### Actividades extracurriculares
Cuando Zack asistió a Instituto Bayside, era un estudiante muy involucrado. Atléticamente, Zack actuó como travieso, baloncesto y atletismo. Experimentó cierto éxito en cada uno de estos deportes. En noveno grado, Zack terminó en tercer lugar en una competencia de cross country. Era uno de los mejores jugadores de baloncesto de Bayside y desafió al equipo cuando se torció la rodilla en el vestuario antes de un partido importante. Cuando Zack posiblemente no iba a competir en una competencia de atletismo, Sr. Belding y los miembros del equipo de Zack se desanimaron porque pensaron que no había manera de ganar sin Zack.
Zack también tiene mucho teatro musical. Se ofreció a tocar gratis en un baile de la escuela para poder gastar más dinero en decoraciones. Esta formación presentaba a Zack como vocalista principal mientras tocaba la guitarra, Jessie como vocalista destacada, Lisa al bajo, Screech al teclado y Slater a la batería. Sin embargo, cuando Slater tuvo que hacerse cargo de la voz principal durante el baile porque Zack estaba afuera hablando con Kelly, cuando se separaron, Ollie (personaje secundario en Saved by the Bell) se hizo cargo de la batería. Zack también era el cantante principal de un grupo de doo-wop al estilo de los años 50, The Five Aces (una referencia al grupo de la vida real The Four Aces), que cantaba durante un salto de calcetines en la escuela. Los otros cantantes fueron Slater, Screech, Lisa y Tori Scott, una estudiante que se transfirió a Bayside durante su último año. También fue miembro del Glee Club por un corto tiempo.
Zack también participó en otras actividades durante la escuela secundaria. Ayudó a reiniciar la estación de radio de la escuela y organizó un maratón de radio para salvar el lugar de reunión de adolescentes local. Creó un carnaval para recaudar dinero para un viaje escolar a esquiar y ayudó con varios bailes. También fue miembro del programa Junior ROTC de la escuela y, junto con Screech, dirigió el comité del anuario para producir un anuario en video. En un momento, Zack asumió el cargo de gerente de la tienda de la escuela y también forma parte del consejo estudiantil.

## Actualidad
Ahora adulto, Zack es el gobernador de California. En el primer episodio de la serie de 2020, se revela que Zack se postuló como gobernador para evitar pagar una multa de estacionamiento de $75.Ahora también está casado con Kelly y tiene un hijo llamado Mac Morris, que asiste a la misma escuela secundaria de Instituto Bayside de la que Zack es estudiante.

## Rompe la cuarta pared
En Saved by the Bell, Zack rompe la cuarta pared en numerosas ocasiones. Durante muchos episodios, presentaba el episodio o expresaba su opinión sobre diferentes temas, como Slater, Kelly, etc. Por lo general, cuando está particularmente preocupado por algo, Zack dice «Tiempo de espera» y hace un movimiento con las manos similar a un jugador de baloncesto solicita un tiempo muerto al árbitro y todos a su alrededor se congelan. Inmediatamente después, Zack suele ofrecer su opinión y dice  «¡En tiempo!» cuando termina y el episodio continúa.
En «Video Yearbook», Zack usa su habilidad para detener el tiempo para alterar el futuro inmediato, cuando hace «Tiempo de espera», para evitar que Slater lo golpee. En cambio, Slater golpea al Sr. Belding porque Zack sale de la habitación, pero sorprendentemente ninguno de los personajes parece darse cuenta cuando Zack desaparece repentinamente. Cuando dice «Tiempo de espera» en este caso, también coloca un trozo de papel entre los labios de Kelly y un chico al que ella finge besar.
En otro episodio, «Glee Club», Zack detiene el tiempo para darle a Screech una cinta de casete durante una actuación que estaba dando con el coro de la escuela. Su poder es capaz de mantener selectivamente a Screech descongelado, al igual que la capacidad de Evie Garland (en Out of This World) de congelar y descongelar el tiempo con gestos con las manos y descongelar selectivamente a los individuos etiquetándolos.

## Otras apariciones
El 8 de junio de 2009, Gosselaar apareció en Late Night with Jimmy Fallon, como parte del largo esfuerzo de Fallon para reunir al elenco de Saved by the Bell, interpretando a Zack Morris nuevamente. En la entrevista, Zack explica que se mudó a Los Ángeles y se convirtió como actor, asumiendo el nombre artístico de Mark-Paul Gosselaar porque ya había otro Zack Morris registrado en el Screen Actors Guild. Su matrimonio con Kelly también fracasó cuando ella «se mudó a un código postal diferente», pero permanecieron en buenos términos. Zack participó en varios de sus momentos característicos, como pedir «tiempo muerto».
El 6 de noviembre de 2016, Gosselaar expresó una versión animada de Zack en el episodio de Padre de familia «Chris Has Got a Date, Date, Date, Date, Date», parodiando la escena de «Jessie's Song», donde Jessie toma medicamentos recetados para quedarse. despierto para una actuación.

## Recepción
A pesar de su estatus icónico, se ha demostrado que Zack es un personaje algo divisivo. Algunos críticos observaron que Zack era a veces como «imbécil». Comic Book Resources enumera diez de sus peores travesuras, y la número uno tiene lugar en el episodio «Jessie's Song», donde la escritora Cassidy Stephenson señaló: «Zack ignora a Slater hasta que encuentra a Jessie desmayada y confundida en su cama. Ignorar la seguridad de un amigo hace que Zack es una persona horrible". en lo que respecta a que al principio ignoró la adicción de Jessie a las pastillas de cafeína.De manera similar, Reid McCarter de The A.V. Club notó algunos casos en los que Zack era moralmente incorrecto, citando la vez que fingió que A.C. Slater tenía una enfermedad terminal y cuando probó los calendarios de venta de Kelly, Jessie y Lisa en traje de baño.
Sin embargo, Tim Gerstenberger de TV Overmind elogió algunos de sus planes, como el calendario antes mencionado de sus compañeras de clase en trajes de baño.También fue nombrado como el tercer mejor personaje del programa por Ciara Knight en Her.ie, y su teléfono móvil fue nombrado en broma como el mejor personaje número uno. Knight declaró: «Él era el encantador protagonista que te invitaba a su encantadora vida, completa con drama de la escuela secundaria y actores de fondo cómicamente malos durante los fotogramas congelados. Hizo que romper la cuarta pared fuera genial y Frank Underwood seguro que lo sabe».En una lista similar, Zack también fue nombrado como el tercer mejor personaje por Aya Tsintziras de Screen Rant, quien razonó: «Zack es uno de los mejores personajes del programa ya que tiene una personalidad amigable, social y descarada y eso hace que sus escenas sean divertidas». para ver». En otro artículo de Screen Rant, Amanda Bruce enumeró nueve casos en los que Zack era en realidad un buen amigo, y Zack no dejó que Jessie cantara debido a su adicción en la mencionada «Jessie's Song» siendo el número uno.
A partir de octubre de 2017, el personaje de Zack Morris ha sido objeto de una popular crítica irónica de varias temporadas por parte de la serie web Funny Or Die titulada Zack Morris is Trash. La serie está disponible gratuitamente en YouTube.
A partir de 2022, Gosselaar ha despreciado cada vez más el personaje de Zack Morris. Gosselaar dijo: «Odio [verme a mí mismo]» y comparó su personaje con los personajes de la serie de 2020, diciendo: «Dios, tienen mucho más talento que yo en ese entonces, como por qué mi carrera siguió ese camino, ¿Lo hizo a partir de eso?».Además, a Gosselaar no le gusta el episodio «Running Zack», debido a su naturaleza insensible; Gosselaar declaró: «Me estremecí al verme interpretando a un tipo blanco como Zack Morris, que es como el tipo blanco americano de cabello rubio con un tocado de indio nativo americano».